# 西桥站
西桥站是太原地铁2号线的地铁车站，位于中华人民共和国山西省太原市小店区人民南路与规划4号路交叉口，为2号线南端终点站，于2020年12月26日开通。

## 车站结构
西桥站位于人民南路与规划4号路交叉口，沿人民南路设置，呈南北走向，为地下两层岛式站台车站，车站长307.55米，宽21.6米，车站地下一层为站厅层，地下二层为站台层，站台设置全高站台门。车站南侧设置两条出入段线连通贾家寨车辆基地。
| 地面              | 出入口 | A、B、C、D出入口                                                                              |
| 地下一层          | 站厅   | 客服中心、自动售票机、验票机                                                                  |
| 地下二层          | 站台层 | \| \| \| █ 2号线往尖草坪（化章西街） \| \| 島式 · 開左邊车门 \| \| \| \| \| \| █ 2号线落客 \| |
|                   |        | █ 2号线往尖草坪（化章西街）                                                                   |
| 島式 · 開左邊车门 |        |                                                                                               |
|                   |        | █ 2号线落客                                                                                   |

## 车站出口
西桥站共设4个出入口，各出口及周围设施如下所示：
| 出口编号            | 照片 | 地点             | 可到达目的地                               |
| ------------------- | ---- | ---------------- | ------------------------------------------ |
| A · 出口            |      | 人民南路（西侧） | 西桥村                                     |
| B · 出口            |      | 人民南路（西侧） | 西桥村                                     |
| C · 出口 · （设有） |      | 人民南路（东侧） | 西桥苑，西桥村村委会，山西警察学院小店校区 |
| D · 出口            |      | 人民南路（东侧） | 西桥社区                                   |
| 图例： 设有         |      |                  |                                            |

## 接驳交通

### 公交车
| 西桥地铁站   | 西桥地铁站       | 西桥地铁站 | 西桥地铁站         | 西桥地铁站                       |
| 编号         | 路线             | 路线       | 路线               | 备注                             |
| ------------ | ---------------- | ---------- | ------------------ | -------------------------------- |
| G8           | 西桥地铁站       | ⇆          | 市中心医院汾东院区 |                                  |
| Z006         | 中国电科二所高层 | ⇆          | 中国电科           | 定班车，不经山西烁科晶体有限公司 |
| 电科专线     | 中国电科二所高层 | ⇆          | 中国电科           | 定班车，经山西烁科晶体有限公司   |
| 电科专线区间 | 西桥地铁站       | ⇆          | 中国电科           | 定班车                           |

## 车站历史
本站建设时期工程名为人民南路站，开通前确定以西桥站作为车站正式名称。
- 2019年7月21日，车站主体结构封顶[5]。
- 2020年12月26日，随2号线一期工程通车一同开通[2]。
- 2022年
  - 4月3日，受新冠疫情影响，车站暂停运营[6]。4月18日，车站恢复运营[7]。
  - 11月19日，受新冠疫情影响，车站暂停运营[8]。12月5日，车站恢复运营[9]。